# Allan Muhr

a Compétitions nationales et continentales officielles uniquement.

b Matchs officiels uniquement.
Allan Henry Muhr, surnommé le Sioux, né le 23 janvier 1882 à Philadelphie et mort le 29 décembre 1944 à Neuengamme, est une personnalité américaine du sport français, principalement connu comme joueur de rugby à XV avec l'équipe de France et dans le championnat de Paris (au sein du SCUF, du Stade français, et du Racing club de France) au poste de deuxième ligne ou de troisième ligne.

## Biographie

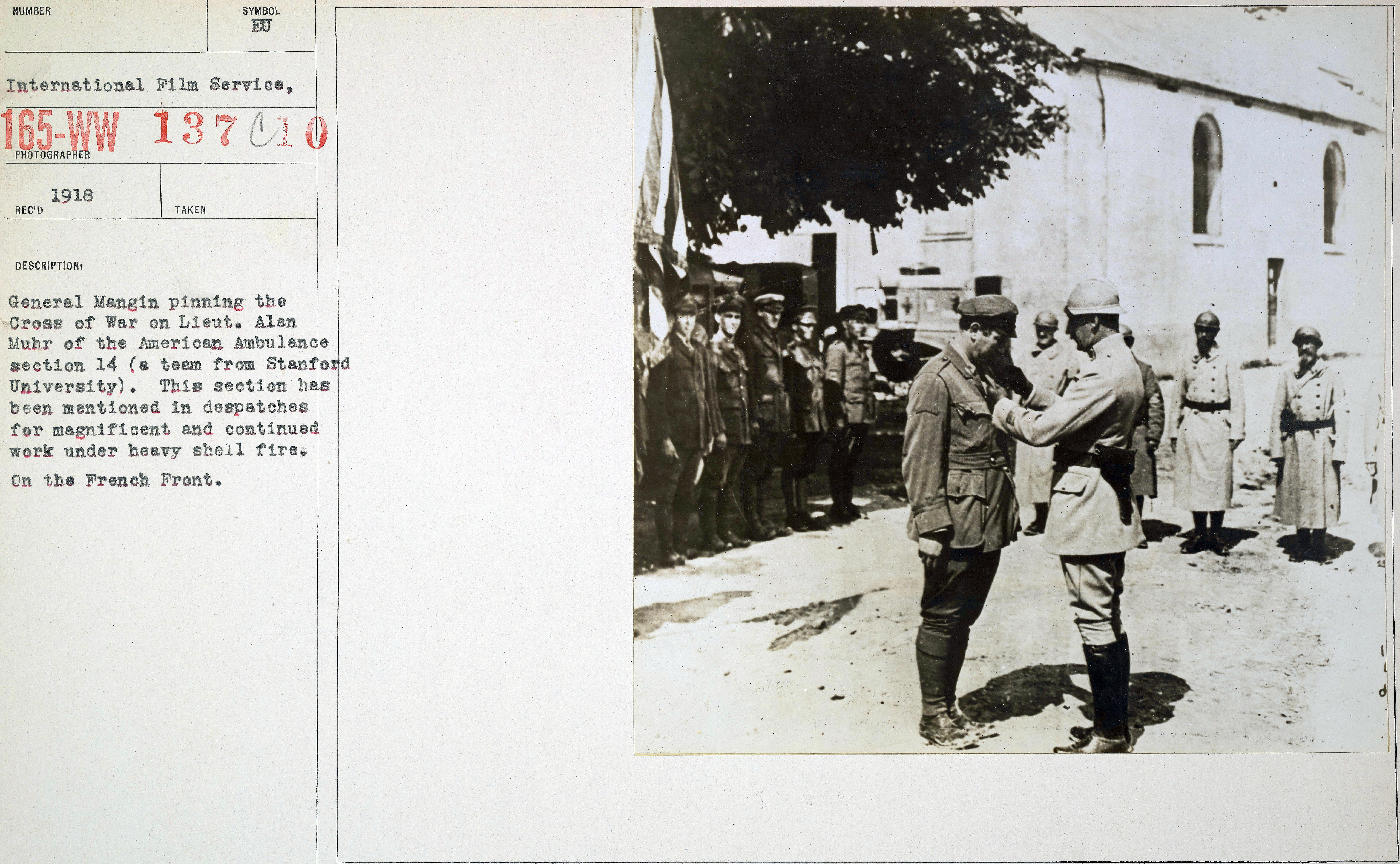
Le lieutenant Allan Muhr, décoré de la Croix de Guerre durant le premier conflit mondial, comme ambulancier.

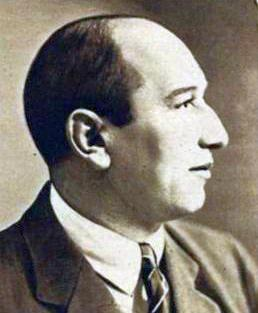
Allan H. Muhr au milieu des années 1920.

Originaire de Philadelphie, fils de Joseph Muhr et Ella Froelich, Allan Muhr s'installe en France au début du 20e siècle afin de réaliser sa passion : jouer au rugby. D'origine aisée, il trouve un emploi « pour s'occuper » dans l'orfèvrerie, profession exercée par plusieurs membres de sa famille. Il s'inscrit au lycée Janson en classes élémentaires dans le seul but d'intégrer l'équipe scolaire de rugby.
Capitaine du RCF et de la sélection française qui rencontre les gallois du Swansea RFC en 1904, Allan Muhr dispute le premier match officiel du XV de France — auquel participe également comme second étranger l'Anglais William Crichton (licencié au Havre AC) dans les rangs tricolores — le 1er janvier 1906, face aux All-Blacks alors en tournée européenne. Muhr dispute son premier test match le 22 mars 1906 contre l'équipe d'Angleterre et marque même le premier essai côté français, c'est le deuxième match international du XV de France. Muhr joue son deuxième et dernier match international le 5 janvier 1907 contre l'équipe d'Angleterre. Muhr est le premier marqueur d'essai des tricolores face aux Anglais. Il arbitre les finales du championnat de France en 1906 et 1907 (alors qu'il est encore international), et il est patron des sélectionneurs du XV de France de 1911 à 1919 (sorte de président d'un « Comité de sélection » avant l'heure). Pendant la première Guerre mondiale, il rejoint l'armée américaine avec le grade de capitaine. Il est décoré chevalier de la Légion d'honneur en 1919.
Footballeur, automobiliste mais aussi joueur de tennis de bon niveau, il participe à plusieurs tournois de plage durant l'été au début des années 1900, il joue au Touquet, au Havre et particulièrement à Étretat où il s'impose en 1902, mais aussi au championnat de France en 1909 à Bordeaux.
En février 1913, il participe activement à la création de la Fédération Internationale de Tennis à Londres, aidé par Pierre Gillou pour la délégation française. La première réunion officielle de la F.I.T. se tient le 1er mars à Paris. Il est également le capitaine de l'équipe de France de tennis pour les années 1912, 1922 et 1923.
En 1924, Muhr participe activement à l'organisation française des Jeux olympiques à Paris aux côtés du baron Pierre de Coubertin, et également à ceux d'hiver organisés pour leur première édition en France (à Chamonix), cette fois-ci aux côtés de Frantz Reichel en qualité de commissaire général sportif adjoint. Il est également membre de la direction de la Fédération française de rugby. On lui attribue cette phrase célèbre à l'issue de la finale des Jeux Interalliés entre la France et les États-Unis, en juin 1919 : « C'est ce qu'on peut faire de mieux sans couteaux ni revolvers... ».
Secrétaire général adjoint du Racing club de France, il exerce également les métiers d'interprète et de journaliste sportif.
En 1940, il est commandant en second du service d'ambulances des Sections Sanitaires des Volontaires Américains (SSVA) engagées dans la Bataille de France au côté des troupes françaises.
Après l'armistice, une partie des ambulances se replie en zone libre à Clermont-Ferrand, où Allan Muhr sera décoré de la Légion d'Honneur par le Général de Lattre de Tassigny, le 21 août 1940.

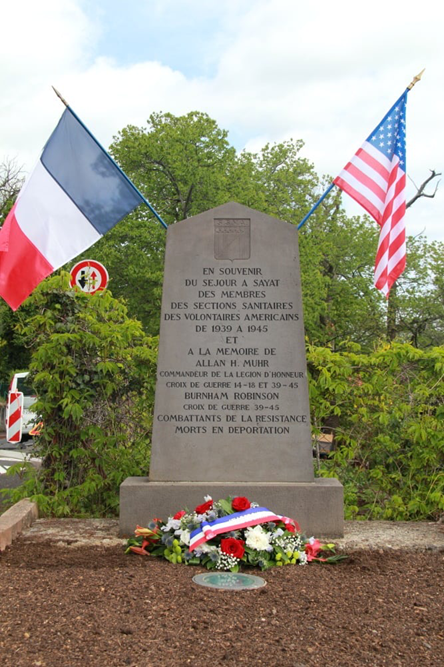
Stèle commémorative dédiée à Allan Muhr et Burnham Robinson de la Section Sanitaire des Volontaires Américains, à Sayat (63).

Allan Muhr passe à la clandestinité en 1942, après l'envahissement de la zone libre par les Allemands. Il est arrêté à Sayat en novembre 1943 (une stèle y rappelle son souvenir). Après quelques mois d'internement au camp de Royallieu à Compiègne, il est déporté le 21 mai 1944 vers le camp de concentration de Neuengamme, près de Hambourg, où il décède de septicémie le 29 décembre 1944.
Marié en 1909 à Paris avec Marie Colette Braet, de nationalité belge, ils eurent un fils Philippe, né en 1908. 
En son honneur, son club du RCF organise le Challenge Allan Muhr, tournoi de basket-ball réunissant des équipes européennes et parisiennes.

## Palmarès
- Champion de France en 1901 et 1903 (capitaine en 1903)
- Finaliste du championnat de France en 1904 et 1905 (et capitaine les deux fois)

## Statistiques en équipe nationale
- 3 sélections en équipe de France
- 6 points (2 essais)
- Sélections par année : 2 en 1906, 1 en 1907

## Vidéographie
- Champions de France - Allan Henry Muhr, série Champions de France, film-portrait raconté par Abdelatif Benazzi, co-réalisé par Pascal Blanchard et Rachid Bouchareb 2016, 2 minutes[voir en ligne]